# Ли Цзиньянь
Ли Цзиньянь (кит. упр. 李金燕 , пиньинь Li Jinyan, род. 1970 году, в гор.Чанчунь, провинция Цзилинь умерла 13 мая 2018 года) — китайская шорт-трекистка. Принимала участие в Олимпийских играх 1988 года, бронзовая призёр чемпионата мира 1988 года.

## Биография
Ли Цзиньянь, уроженка Хань. В 1985 году была создана первая в Китае команда по скоростному катанию на коньках по шорт-треку, а команду Цзилиня возглавил Синь Циншань. Ли Цзиньянь впервые попала в национальную сборную в 1986 году, когда участвовала на чемпионате мира в Шамони, где в общем зачёте заняла 35-е место, а в составе эстафеты стала 5-й, через год на очередном первенстве в в Монреале в личном зачёте остановилась на 13-м месте, в эстафете команда заняла 9-е место. В том же 1987 году на 6-х Национальных зимних играх она установила мировой рекорд на дистанции 3000 м.
В начале февраля 1988 года на чемпионате мира в Сент-Луисе Ли заняла с командой в эстафете 3-е место, а следом на Олимпийских играх в Калгари, где шорт-трек был демонстрационным видом спорта победила на 1000 м, заняла на 500 м - 17-е место, 1500 м - 9-е, 3000 м - 13-е и в эстафете 4-е место. В 1989 году Ли приняла участие на зимней Универсиаде в Софии и выиграла четыре медали, в том числе два золота на 3000 м и в эстафетной гонке. В апреле с командой заняла 7-е место на чемпионате мира в Солихалле и в том же году закончила свою соревновательную карьеру.
Ли Цзиньянь не оставила спортивную карьеру, которую любила. Вместо этого он посвятила всю свою энергию развитию китайских талантов в шорт-треке. Она стала тренером в Центре управления зимними видами спорта Чанчунь и доставила в страну большое количество выдающихся спортсменов. В 2013 году у Ли Цзиньянь был диагностирован рак молочной железы II стадии. После операции по удалению левой груди Ли вернулась к тренерской работе.
Однако в 2016 году Ли снова заболела, раковые клетки распространились на лимфатические узлы, и поэтому она прошла три курса лечения. По этой причине она продала свой дом и машину и потратила все деньги своей семьи. Из-за высокой реакции на химиотерапию она некоторое время не могла есть или глотать, поэтому ей приходилось полагаться на кашу, чтобы поддерживать себя. В апреле 2018 года состояние Ли Цзиньянь ухудшилось. Столкнувшись с расходами на лечение в размере 600 000 долларов, Ли была вынуждена собрать средства обратившись за помощью к сообществу. До того, как сбор средств закончился, рак унес ее жизнь, в возрасте 48 лет.

## Награды
- 29 ноября 2008 года - получила награду за выдающийся вклад в конькобежный спорт и шорт-трек в Китае.